# Mihailo Petrović
Mihailo Petrović (Servisch: Михаило Петровић) (Loznica, 18 oktober 1957) is een Servisch voormalig voetballer die speelt als middenvelder.

## Clubcarrière
Mihailo Petrović begon zijn carrière bij Rad in 1976. Mihailo Petrović speelde voor Rode Ster Belgrado, Olimpija Ljubljana, Dinamo Zagreb i Sturm Graz.

## Joegoslavisch voetbalelftal
In 1980 debuteerde hij in het Joegoslavisch voetbalelftal, waarvoor hij sindsdien 1 interlands speelde.